# ジェイアールバス関東長野原支店
ジェイアールバス関東長野原支店（ジェイアールバスかんとうながのはらしてん）は、群馬県吾妻郡長野原町にあるジェイアールバス関東の営業所。

## 所在地
- 群馬県吾妻郡長野原町大字長野原44-1

長野原支店

  - 最寄のバス停：JRバス長野原支店前（志賀草津高原線）（2018年12月25日、長野原町役場の移転に伴い「長野原役場前」からバス停名を変更）
- 渋川営業所（廃止）群馬県渋川市辰巳町1642-1
  - 渋川駅構内にあった。

## 概要
1935年に「鉄道線の先行」という使命を持つ省営バス吾妻線として、渋川 - 真田間・上州大津 - 上州草津間を開業したのが始まりである。その後、国鉄長野原線（現：吾妻線）の開業と共に、その使命は「鉄道線の培養」という使命に変わっていった。
沿線に日本有数の温泉場である草津温泉があり、観光客の利用が多い志賀草津高原線を担当していることもあり、国鉄バスでは数少ない黒字営業所であった。鉄道と完全並行の渋川線は全廃となり、他の路線についても短縮や他社への移管などが行われた現在でも、草津温泉への観光客輸送における鉄道とバスの連携体制は際立っており（詳細は当該項目を参照）、「鉄道線の培養」という使命は些かも失われていないといえる。
草津温泉輸送の繁忙期となる冬期は志賀草津高原線での続行便の運行も大幅に増加し、他支店からの応援やジェイアールバス東北からの車両借入れなども行なわれている。高速バスについても土休日運行便を毎日運行としたり、利用者の多い便を台数口で運行したりしている。
本支店の職員数は54人（うち3人女性）。
2020年4月1日現在、27台（高速車9台、一般路線車13台、貸切登録車5台（草津町所有車は含まず））が配置されている。

## 沿革
- 1935年（昭和10年）12月11日 - 省営バス吾妻線として、渋川 - 真田間・上州大津 - 草津温泉間を開業。これに伴い渋川自動車所開設。長野原支所、真田支所が置かれた。
- 1936年（昭和11年）9月1日 - 自動車所を自動車区に改称。
- 1946年（昭和21年）4月15日 - 菅平口 - 菅平間を開業。
- 1949年（昭和24年）1月30日 - 鹿沢菅平線の枝線部分、干俣口 - 中央干俣間を開業（1960年代に入り、中央干俣 - 仁田沢間延伸）。
- 1950年（昭和25年）
  - 2月20日 - 渋川自動車区を長野原に移転し長野原自動車区と改称、渋川支区を開設。
  - 4月1日 - 日本国有鉄道長野原自動車営業所に改称。
- 1955年（昭和30年）12月15日 - 花敷線として長野原 - 野反峠間を開業。
- 1957年（昭和32年）6月1日 - 鹿沢菅平線、新鹿沢温泉 - 鹿沢温泉間延伸開業。
- 1958年（昭和33年）7月1日 - 花敷線の野反峠 - 野反湖間を延伸。
- 1960年（昭和35年）6月1日 - 真田 - 上田間を開業。
- 1966年（昭和41年）6月20日 - 志賀草津高原線の草津温泉 - 湯田中間を開業。
- 1972年（昭和47年）7月1日 - 浅間白根火山線として白根火山 - 中軽井沢間を開業。
- 1984年（昭和59年） - 鹿沢菅平線の支線部分、上の貝 - バラギ湖・東海大学研修センター間を延伸。
- 1987年（昭和62年）4月1日 - 国鉄分割民営化に伴い、東日本旅客鉄道関東自動車事業部長野原自動車営業所に改称。
- 1988年（昭和63年）4月1日 - バス部門分割子会社化により、ジェイアールバス関東長野原営業所に改称。
- 1989年（平成元年） - 組織改編により長野原支店に改称。真田支所（真田営業所）が小諸支店の管轄となる。
- 1997年（平成9年）10月1日 - 北陸新幹線（高崎駅 - 長野駅）の先行開業を受けて、浅間白根火山線の中軽井沢駅 - 軽井沢駅間を延伸。
- 1999年（平成11年）10月1日 - 草津温泉 - 新宿駅新南口間の高速バス「上州名湯めぐり号」の運行開始[3]。
- 2001年（平成13年）10月 - 草軽線（草津温泉 - 北軽井沢 - 白糸の滝 - 軽井沢駅）を開業。草軽交通と共同運行、停留所も共有した。
- 2004年（平成16年）
  - 7月1日 - 草津温泉 - 名古屋駅間の高速バス「スパライナー草津号」の運行開始[4]。
  - 11月3日 - 浅間白根火山線を廃止。
  - 11月30日 - 草軽線を廃止。

渋川支所

- 渋川支所2005年（平成17年） 渋川営業所（旧：渋川支所）を閉所。
- 2007年（平成19年）
  - 3月31日 - 鹿沢線を廃止。
  - 9月30日 - 「スパライナー草津号」を廃止。
- 2009年（平成21年）3月31日 - 花敷線を廃止。
- 2015年（平成27年）8月1日 - この日より志賀草津高原線にSuicaを導入[5]。
- 2021年（令和3年）12月 - 冬季に草津温泉に向かう一般車両の雪道の安全対策のため、長野原町、草津温泉旅館協同組合、長野原警察署の後援により、長野原草津口駅 - 草津温泉バスターミナル間のパーク＆ライド割引を開始。毎年冬季に実施。
- 2023年（令和5年）6月1日 - 長野原支店の一般路線で65名まで乗車可能な新車（H644-22401）がデビューに向けて整備中と公式Twitterにて告知された。
- 2024年（令和6年）11月23日 - 秩父鉄道観光バスから2012年式の日野・セレガを譲受し、草津町景観条例に適合したカラーリング[6]となる『スパ・ブラウン』がデビューとなる[7][8]。

## 現在の所管路線

### 一般路線
系統詳細は当該項目を参照。
- 志賀草津高原線

 乗降方式 
- 前乗り・前降り

※交通系ICカードに対応

### 高速路線

上州ゆめぐり号

#### 上州ゆめぐり号
（上州名湯めぐり号の「名湯」の部分を「ゆ」と読ませている）
概説
- JRバス関東では、支店ごとの独立採算性を重視しており、このため長野原支店においても東京発の高速バス路線の一部を担当していた。東京支店までは鉄道線を利用して乗務員の送り込みをしていたが、より効率化を図るため、営業便による東京支店までの乗務員送り込みという目的で開設された路線である。
- 長野原支店周辺には、名湯として名高い草津温泉を筆頭にいくつか温泉が点在することから、単なる乗務員の送り込みだけでなく、それらの温泉場を結ぶ高速バスとして設定したが、吾妻地区から東京への往復交通手段としても好評だった模様で、何度かの増便を経て人気路線に成長している。

運行経路
東京駅八重洲南口（降車は日本橋口） - バスタ新宿（新宿駅新南口） - 中野坂上（降車扱い） - 練馬駅（区役所前） - 渋川駅 - 伊香保温泉（見晴下） - 伊香保石段街 - 東支所前 - 中之条駅南 - 群馬原町駅入口 - 川原湯温泉駅 - 長野原草津口駅 - JRバス長野原支店前 - 草津温泉バスターミナル
- 上下とも上里SAで休憩する（バスタ新宿 - 伊香保石段街間の便を除く）。
- バスタ新宿 - 練馬駅のみ、渋川駅 - 群馬県内のみの利用はできない。但し、草津温泉バスターミナル - 伊香保蘆花記念館前、伊香保温泉については空席がある場合に限り、予約・指定なしで区間乗車することができる。
- 上り初便（2号）は東支所前、伊香保石段街、伊香保温泉（見晴下）は経由しない[9]。
- 練馬駅 - 中之条駅入口間ノンストップ便もある（5号・12号）。

運行回数
- バスタ新宿 - 草津温泉間9往復（うち4往復は東京駅発着）。

路線沿革
- 1998年（平成10年）11月 - 会員制バスとして、草津温泉 - 新宿線「湯MO味号」の運行を開始。
- 1999年（平成11年）10月1日 - 定期運行の高速バス「上州名湯めぐり号（上州ゆめぐり号）」として運行開始[3]。1日3往復[3]（うち1往復は長野原役場前発着）。
- 2001年（平成13年）
  - 4月1日 - 1日4往復に増便。全便草津温泉発着となる。
  - 9月15日 - 伊香保温泉街の経路を変更、バス停追加（伊香保温泉蘆花記念館前、東村役場前）。
- 2002年（平成14年）
  - 7月15日 - 1日5往復に増便。
  - 10月 - 週末のみ運行の臨時便（下り1便）運行開始。
- 2004年（平成16年）
  - 7月頃 - 練馬駅（区役所前）に停車開始。
  - 12月17日 - 臨時便を定期化、毎日運行便は1日6往復となる。
- 2005年（平成17年）10月1日 - 6往復中4往復に「Gシート」装備車を導入。
- 2006年（平成18年）12月15日 - 毎日運行便の全便が「Gシート」装備車での運行となる。
- 2007年（平成19年）10月19日 - 臨時便1往復（上り早朝便、下りノンストップ便）を毎日運行に変更、更に2往復を増便し、合計1日9往復運行となる。全便1号車は「Gシート」装備車での運行となる。
- 2009年（平成21年）
  - 7月18日 - 長野原役場前始発の上り早朝便（伊香保温泉、伊香保蘆花記念館前、東支所前を経由せず）を廃止、草津温泉発のノンストップ便に振り替え。
  - 11月1日 - ノンストップ便1往復が練馬駅（区役所前）に停車。
- 2010年（平成22年）10月1日 - この日より1往復（7号・16号）は「Gシート」の無い車両での運行に変更。
- 2011年（平成23年）7月1日 - 運行時刻が平日ダイヤと土休日ダイヤの二本立てとなる。伊香保蘆花記念館前バス停を移設し、伊香保石段街に名称変更。
- 2012年（平成24年）
  - 3月17日 - 再びダイヤを一本化。草津温泉直行便を毎日運行とし、伊香保石段街発着便を新設。この日の出発便よりJRみどりの窓口での乗車券発売を終了。
  - 11月1日 - 運行経路変更に伴い、川原湯温泉駅バス停を廃止、中之条駅入口バス停を移設。
- 2013年（平成25年）3月4日 - この日の上り10号の運行をもって、「Gシート」を廃止[10]。
- 2016年（平成28年）4月4日 - 新宿駅の発着場所をバスタ新宿（新宿駅新南口）に変更。
- 2017年（平成29年）4月1日 - バスタ新宿を午前中に発車する便を1時間間隔に増強（9往復体制）。最新の安全装置（衝突被害軽減ブレーキシステムやドライバーモニター等）や、フリーWi-Fi、充電用USBを装備した車両で運行（臨時便や車両点検時等を除く）[11]。
- 2019年（令和元年）
  - 7月16日 - 土休日などに運行していたバスタ新宿 - 伊香保温泉石段街の区間便（201号、202号）を毎日運行化。上り便が中野坂上に停車開始（降車専用）[12]。
  - 10月1日 - 消費税率引き上げに伴う運賃改定[13]。
- 2020年（令和2年）
  - 9月19日 - 上州ゆめぐり号の5号、12号にて二階建てバスでの運行を開始。
  - 11月20日 - 新型コロナ対策臨時地方交付金を利用し、長野原支店所属車両に順次、草津温泉のPRラッピングを実施[14]
  - 11月24日 - この日の草津温泉駅発バスタ新宿行きをもって、二階建てバスの運行を終了。
- 2021年（令和3年）7月1日 - 法定点検時の出入庫ダイヤとして、諏訪支店所属車が1日1往復担当となる。
- 2022年（令和4年）
  - 1月1日 - 停留所名を変更（伊香保温泉⇒伊香保温泉（見晴下）、中之条駅入口⇒中之条駅南、長野原草津口⇒長野原草津口駅）。
  - 7月16日 - 一部便が川原湯温泉駅に停車[15]。
  - 9月1日 - 一部便を東京駅発着（バスタ新宿経由）に変更[16]。
- 2024年
  - 7月20日 - ダイヤ改正を行い、東京駅乗り入れ便のいくつかがバスタ新宿発着に短縮（東京駅乗り入れは東京発7号、草津発16号・18号の1.5往復）[17]。

使用車両
- 長野原支店をメインに東京支店、小諸支店、諏訪支店に所属する衝突被害軽減ブレーキシステムやドライバーモニター等の安全装置や車内設備にフリーWi-Fi、充電用USBを装備し、車両後部にはパウダールーム・トイレのあるハイデッカー4列幅広シート車両で運行（2号車以降や車両点検時等を除く）が使用される。[11]。2024年4月からは佐野支店所属の三菱ふそう製車両も定期運用に入るようになったが、こちらには安全装置は装備されていない。
- かつては「Gシート」が6席・一般席全席が「楽座シート」となった38人乗り「プレミアムコーチ」が運用されていた（7号・16号・201号・202号を除く）。
- 2012年11月19日の11号・4号を皮切りとして「Gシート」を廃止、順次4列幅広シート車での運行へ切り替えが進められていた[18] が、2013年3月4日の上り10号の運行を最後として、「プレミアムコーチ」での運行を終了[10]。なお、元・「プレミアムコーチ」車両は順次40人乗りに改造され、東京支店など他支店に転属した。
- 2016年度からは日野・セレガの「パウダールーム・トイレ付き幅広シート車」（40座席車両）で運行。
- 2020年9月18日〜11月23日までは5号・12号は二階建てバス（スカニア・J-InterCityDD）で運行（バスタ新宿行きのみ24日まで）。

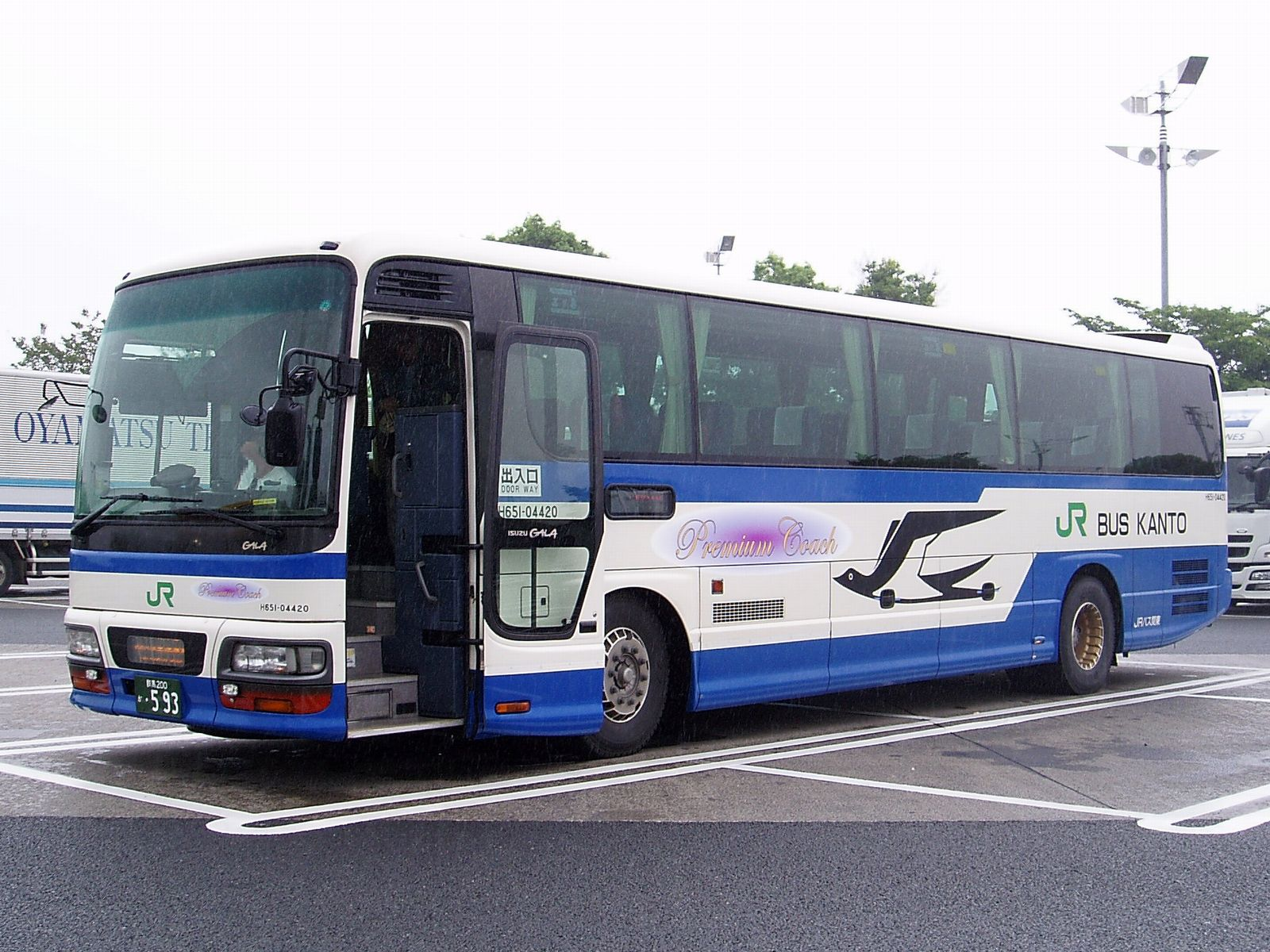
「Gシート」装備車で運行していた頃の上州ゆめぐり号（いすゞ・ガーラ）
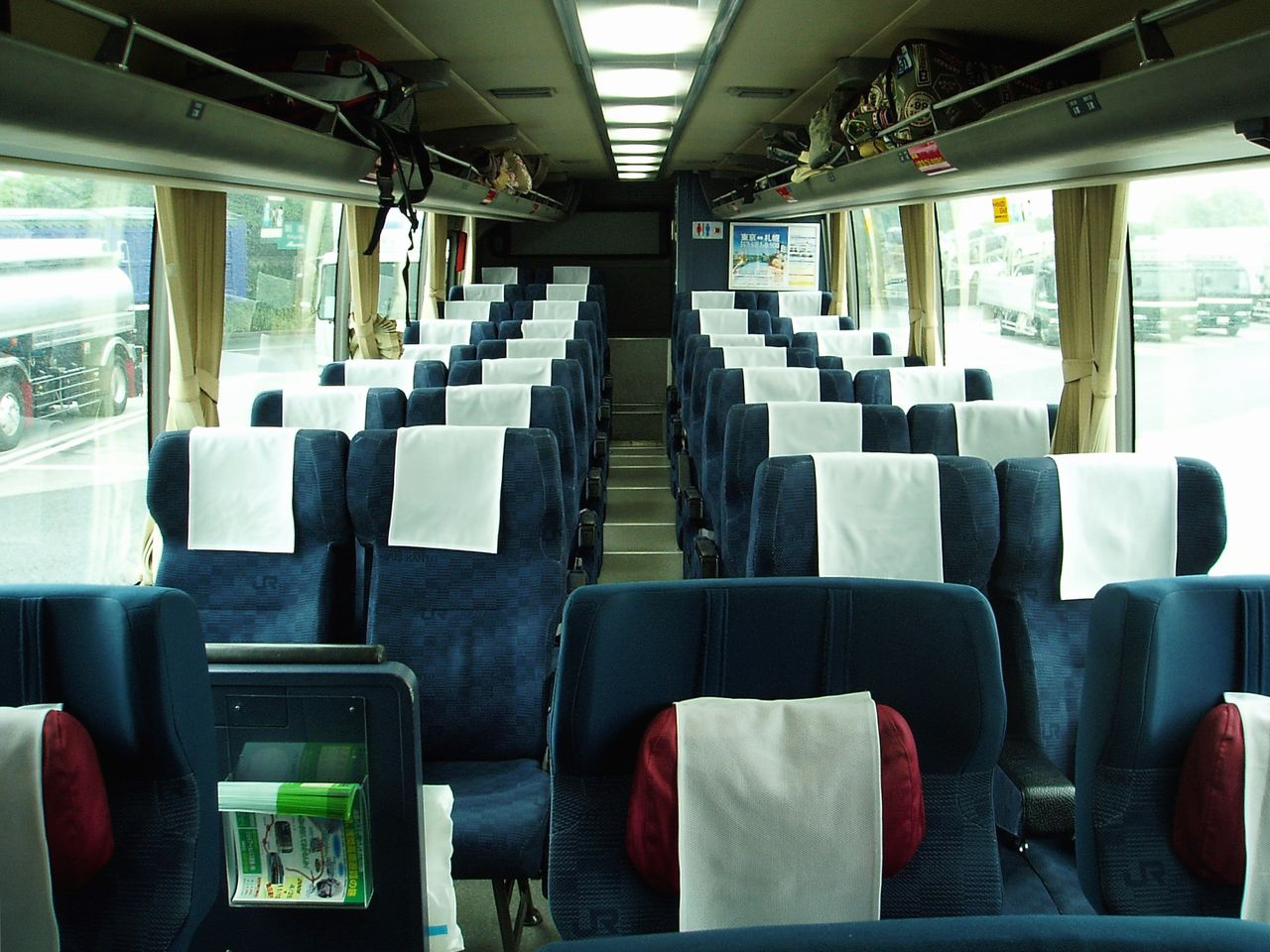
上州ゆめぐり号「Gシート」装備車車内。前方2列分がGシートで、座席の仕様が異なるのが分かる。
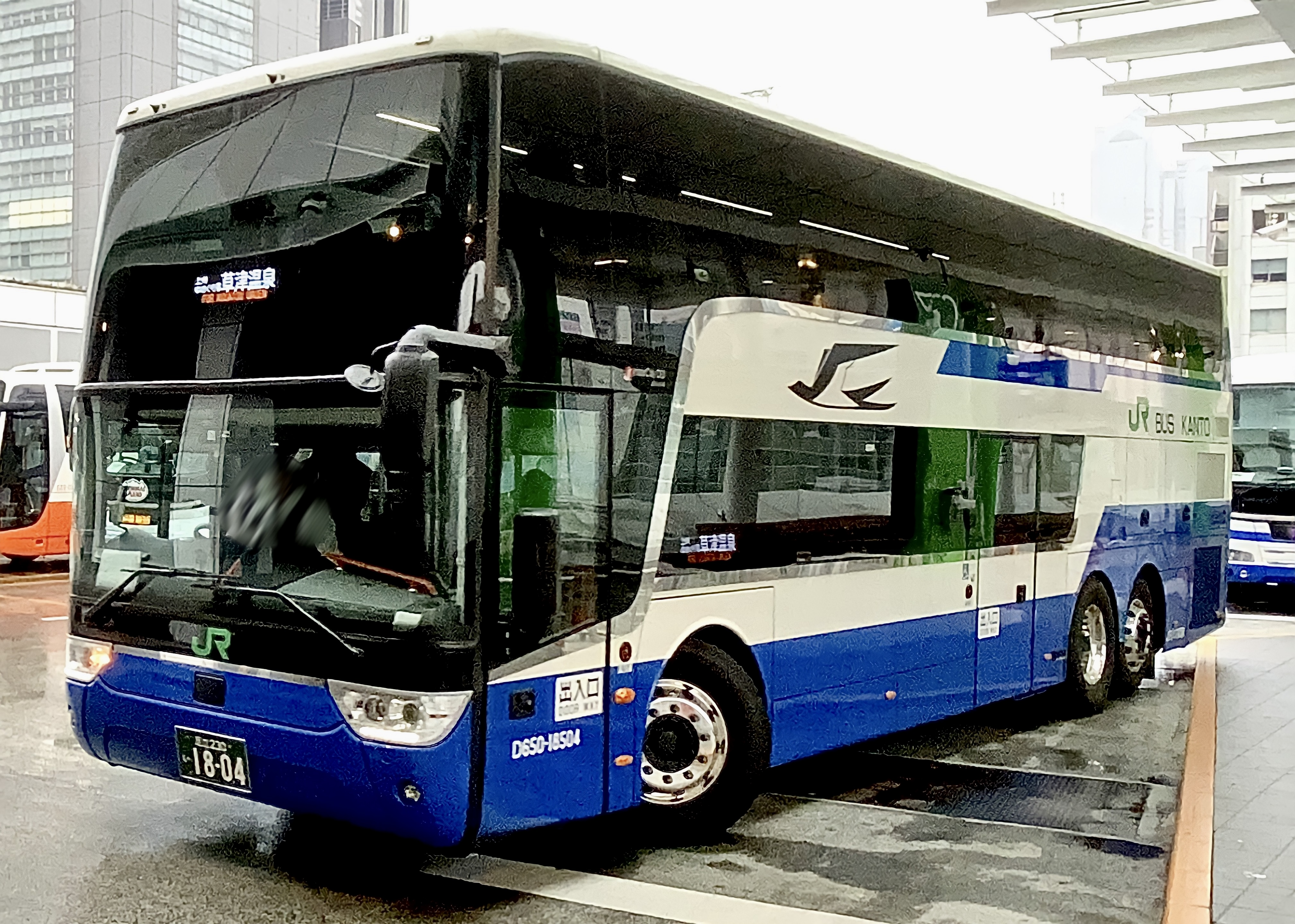
東京支店所属のスカニア社製二階建てバスを使用して運行する上州ゆめぐり号。（2020年10月27日撮影）
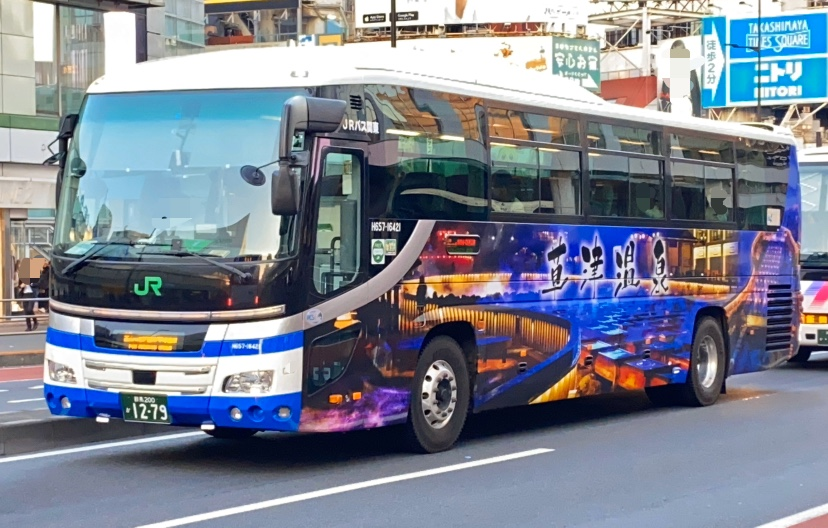
草津温泉ラッピングが施された上州ゆめぐり号（2020年12月23日撮影）

特記事項
- 乗務員は主に長野原支店が担当するが東京支店、小諸支店、佐野支店でも一部便を担当する。
- 渋川駅 - 長野原草津口駅間は、1994年頃に廃止になったJRバス渋川線のルートに近い。ただし、渋川線は伊香保温泉は経由しておらず、ほぼ全区間吾妻線と並行していたので、実際には最も渋川線と同一に近いルートを走るのは2号だけであったが、この便は2009年7月17日をもって運行終了している。

#### 東京ゆめぐり号

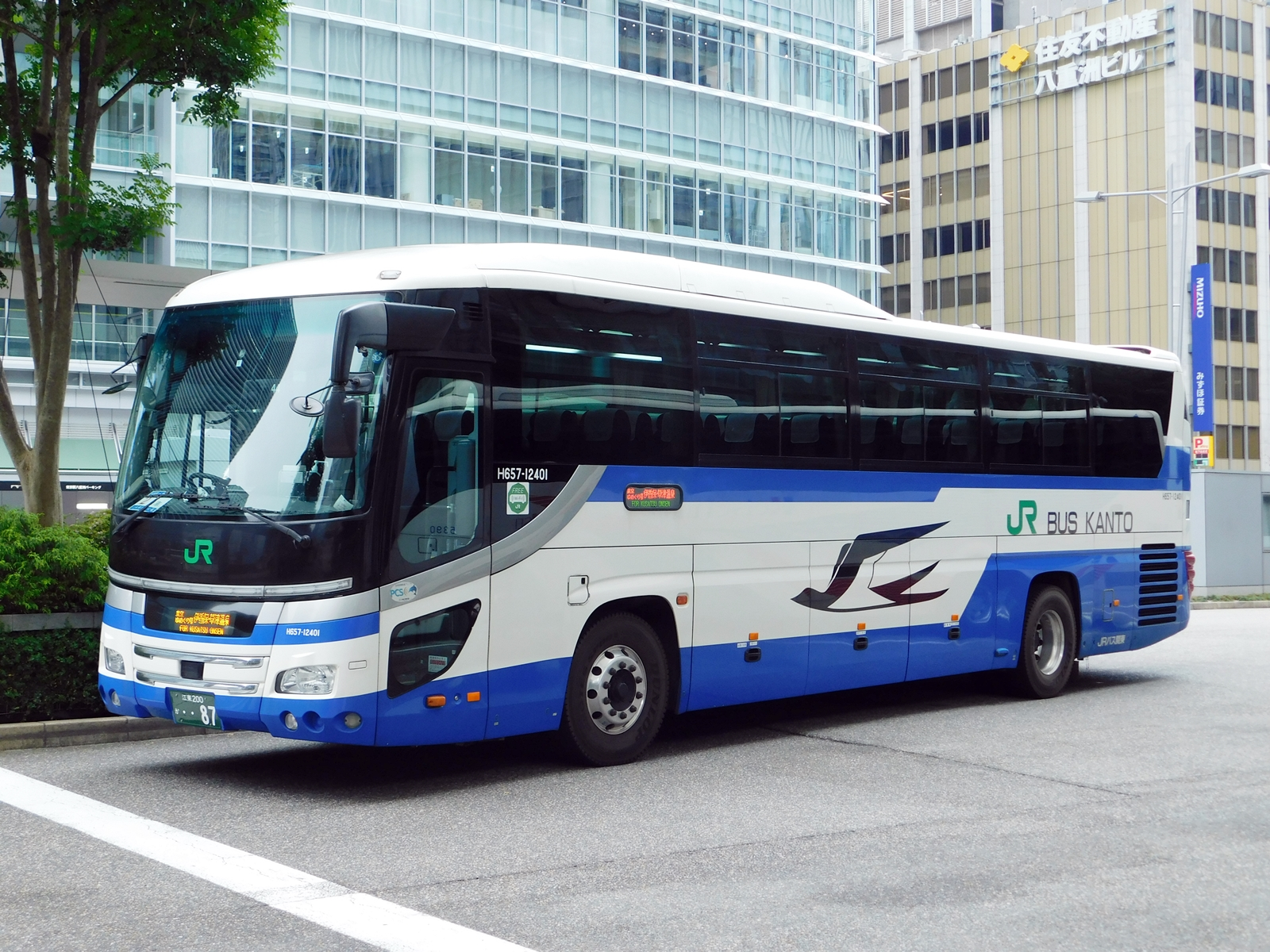
東京ゆめぐり号（東京支店所属車両）

概説
上州ゆめぐり号の派生形として、2015年12月26日～2016年1月3日の期間限定の東京駅 - 草津温泉間の臨時直行便として1日2往復運行した。2016年2月6日から運行を再開（6日・7日、11日～14日運行）、2月20日から毎日運行される。
- 2017年4月1日ダイヤ改正の告知にて、「最新の安全装置（衝突被害軽減ブレーキシステムやドライバーモニター等）や、フリーWi-Fi、充電用USBを装備した車両で運行（臨時便や車両点検時等を除く）」とアナウンスされた。

運行経路
(上野駅入谷口) - 東京駅八重洲南口（降車は日本橋口） - 渋川駅 - 伊香保温泉 - 伊香保温泉石段街 - 東支所前 - 中之条駅南 - 群馬原町駅入口 - 川原湯温泉駅 - 長野原草津口駅 - JRバス長野原支店前 - 草津温泉バスターミナル
- 上下とも上里SAで休憩する。

運行回数
- 1日2往復。

路線沿革
- 2015年（平成27年）12月26日 - 期間限定の臨時直行便として、草津温泉～東京駅線「東京ゆめぐり号」の運行を開始。2016年1月3日まで運行。
- 2016年（平成28年）2月6日 - 「東京ゆめぐり号」が運行再開。2月14日までは不定期運行、2月20日から定期便として毎日運行。
- 2017年（平成29年）4月1日 - 中之条駅入口、群馬原町駅入口、長野原草津口、長野原役場前に停車開始。平日1往復、土休日2往復運行。
- 2019年（令和元年）

- 7月16日 - 1往復増便し、平日2往復、土休日3往復運行体制化。 新たに渋川駅（全便）、伊香保温泉地区と東支所前（1号・2号のみ）に停車開始。
- 10月1日 - 消費税率引き上げに伴う運賃改定。

- 2022年（令和4年）

- 1月1日 - 停留所名を変更（伊香保温泉⇒伊香保温泉（見晴下）、中之条駅入口⇒中之条駅南、長野原草津口⇒長野原草津口駅）。
- 7月16日 - 一部便が川原湯温泉駅に停車。
- 9月1日 - 1往復（303号・302号）を除きバスタ新宿経由に変更。303号・302号のみ同年11月30日までの期間限定・座席数限定で「超得割」運賃を導入。

- 2024年

- 7月20日・27日 - 20日にダイヤ改正、27日からは運休していた301号を再開するとともに、302号と合わせた1往復を東京駅から上野駅入谷口へ延長する。また、この上野発着は秩父鉄道観光バス株式会社によるアライアンス運行となる（アライアンスの詳細は、ジェイアールバス関東#高速バスのアライアンス運行を参照のこと）。直営の東京駅発着1往復（303・304号）、秩父鉄道観光バスの上野駅・東京駅発着1往復（301・302号）の2往復体制。

使用車両
- 東京支店・長野原支店・小諸支店の衝突被害軽減ブレーキシステムやドライバーモニター等の安全装置や車内設備にフリーWi-Fi、充電用USBを装備し、車両後部にはパウダールーム・トイレのあるハイデッカー4列幅広シート車両で運行（2号車以降や車両点検時等を除く）が使用される。
- 秩父鉄道観光バスによるアライアンス便では、かつてJRバス関東もしくは兄弟会社のJRバス東北で使用されていた経年車で運行されており、直営便に概ね準じた設備が搭載されている（充電用USBではなく、コンセントなどの違いがある。フリーWi-Fiも対応）。

### 受託路線

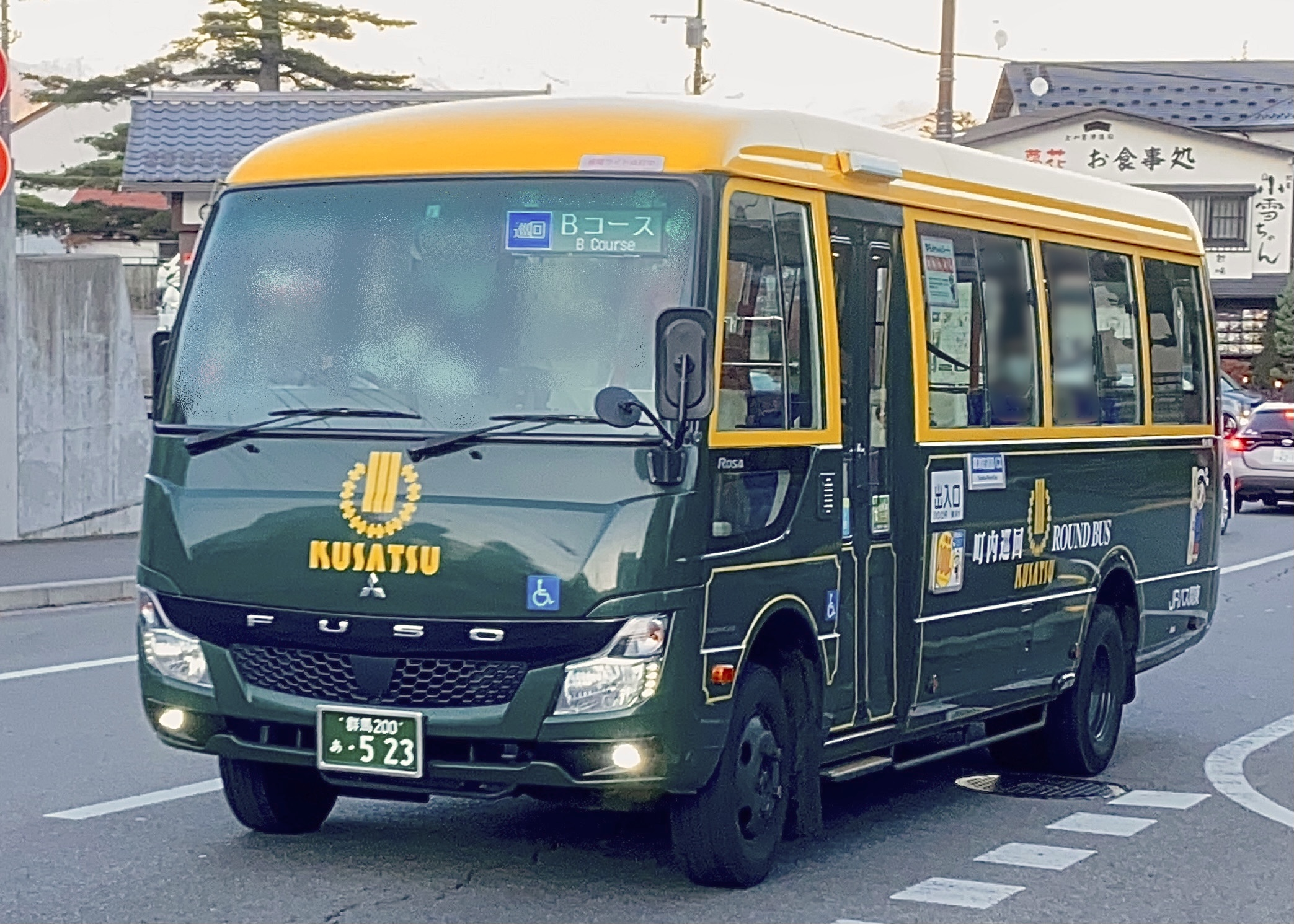
草津温泉町内巡回バス

- 草津温泉町内巡回バス

## 過去の路線

### 廃止路線
- 浅間白根火山線
  - 軽井沢駅 - 中軽井沢駅 - 峰の茶屋 - 鬼押出し - 万座・鹿沢口駅 - 白根火山（西武高原バスと共同運行）
- 渋川線
  - 渋川駅 - 上小野子 - 小野上温泉センター - 中之条駅 - 群馬原町駅 - 川中温泉口 - 川原湯温泉駅 - 長野原草津口駅 - 長野原役場前（現在、渋川駅 - 川中温泉口間は関越交通が運行）
  - 渋川線の支線として、川原湯駅（現在の川原湯温泉駅） - 川原湯温泉（温泉街）間の便もあった（1981年廃止）
- 草軽線（草軽交通と共同運行、4月 - 11月運転。2001年 - 2004年まで運行）
  - 草津温泉駅 - 羽根尾駅前 - 北軽井沢 - 峰の茶屋 - 白糸の滝 - 小瀬温泉 - 旧軽井沢 - 軽井沢駅
草軽線は急行扱いであった（草軽交通の「急行草軽線」と同じ）。また、間合い運用で軽井沢駅 - 北軽井沢間の各駅停車便（草軽交通の「北軽井沢線」に相当）も1往復担当していた。
- 鹿沢線（旧：鹿沢菅平線）2007年3月31日で廃止。嬬恋村に業務移管。
- スパライナー草津号（草津温泉 - 名古屋駅）2007年9月30日で廃止。
  - 名古屋駅 - 栄 - 中央道桃花台 - 中津川IC - 長野道更埴IC - 上信越道屋代 - 千曲川さかき - 上田菅平IC口 - 真田役場入口 - 万座・鹿沢口[21] - 草津温泉

この路線は、2003年初頭には2003年10月からの運行開始が内定となっていた。ところが、2003年8月にはJRバス関東でも飲酒運転事件が発生したため、運行は無期延期状態となってしまった。
しかし、草津温泉を擁する群馬県吾妻郡草津町からの運行開始の要望が強かったため、運休中扱いの路線免許を組み合わせることで新規免許区間を最小限に抑え、特例扱いで開業となった。新規免許取得区間は、更埴JCT〜（上信越自動車道）〜上田菅平ICのみである。
愛称は英語で「温泉」を意味する「スパ(spa)」と「直行便」を意味する「ライナー」に由来する。ボルボ・アステローペ2台が専用車として運用されていたが、検査時には他のスーパーハイデッカー車が代走していた。
- 2004年（平成16年）7月1日 - 1日1往復で運行開始。
- 2005年（平成17年）3月25日 - 長野道更埴インター・上信越道屋代・千曲川さかきに新たに停車。愛知万博開幕に伴い、昼行の臨時便81・82号の運行を開始。
- 2005年（平成17年）9月25日 - 愛知万博閉幕に伴い、昼行の臨時便81・82号の運行を終了。
- 2006年（平成18年）4月1日 - みどりの窓口での発売を終了。
- 2007年（平成19年）9月30日 - 路線廃止。

- 花敷線 2009年3月31日で廃止。六合村に業務移管。
  - 長野原草津口駅 - 花敷温泉 - 野反湖（花敷温泉 - 野反湖間は夏期のみの季節運行）

### かつて担当していた路線
- ドリーム難波号（東京駅 - 南海難波駅）※車両は東京支店に常駐の上管理委託。
- 伊香保温泉号（関越交通と共同運行→関越交通単独運行→2009年10月1日廃止）

- 新宿 - 本庄・伊勢崎線
- マロニエ新宿号

## 車両

### 高速車
2020年4月1日現在、日野・セレガが9台配置されている。
現在配置されている車両はすべて2016年度に導入されたもので、シートメーカーと共同開発したワイドシートと後部一面パウダールーム、最新の安全装置（衝突被害軽減ブレーキシステムやドライバーモニター等）や、フリーWi-Fi、充電用USBを装備している。
当支店配置の高速車には、草津温泉観光大使キャラクターである「ゆもみちゃん」の大きなステッカーが出入口ドア脇や車体右側の後部下に貼られているのが特徴であったが、前述の通り草津温泉ラッピング化された（現在は解除）。
諏訪支店が担当する中央高速バス諏訪・岡谷線の1往復にも当支店の車両が使用されている。逆に上州ゆめぐり号の1往復に諏訪支店の車両が使用されるいる。
2023年頭に館山支店より2013年車の三菱ふそう・エアロエースが2台転属してきた。

### 一般路線車
2020年4月1日現在、全車が他支店から転属してきた高速バスからの転用・格下げのハイデッカー車両である。2000年代前半に導入された車両が中心であるが、「スカイツリーシャトル」から転用された2012年車も在籍している。交通系ICカードリーダーが一般路線用の全車に取り付けされている。トイレは封鎖されており、使用できない（一部の車両はトイレを撤去し座席を設置）。

#### スパ・ブラウン

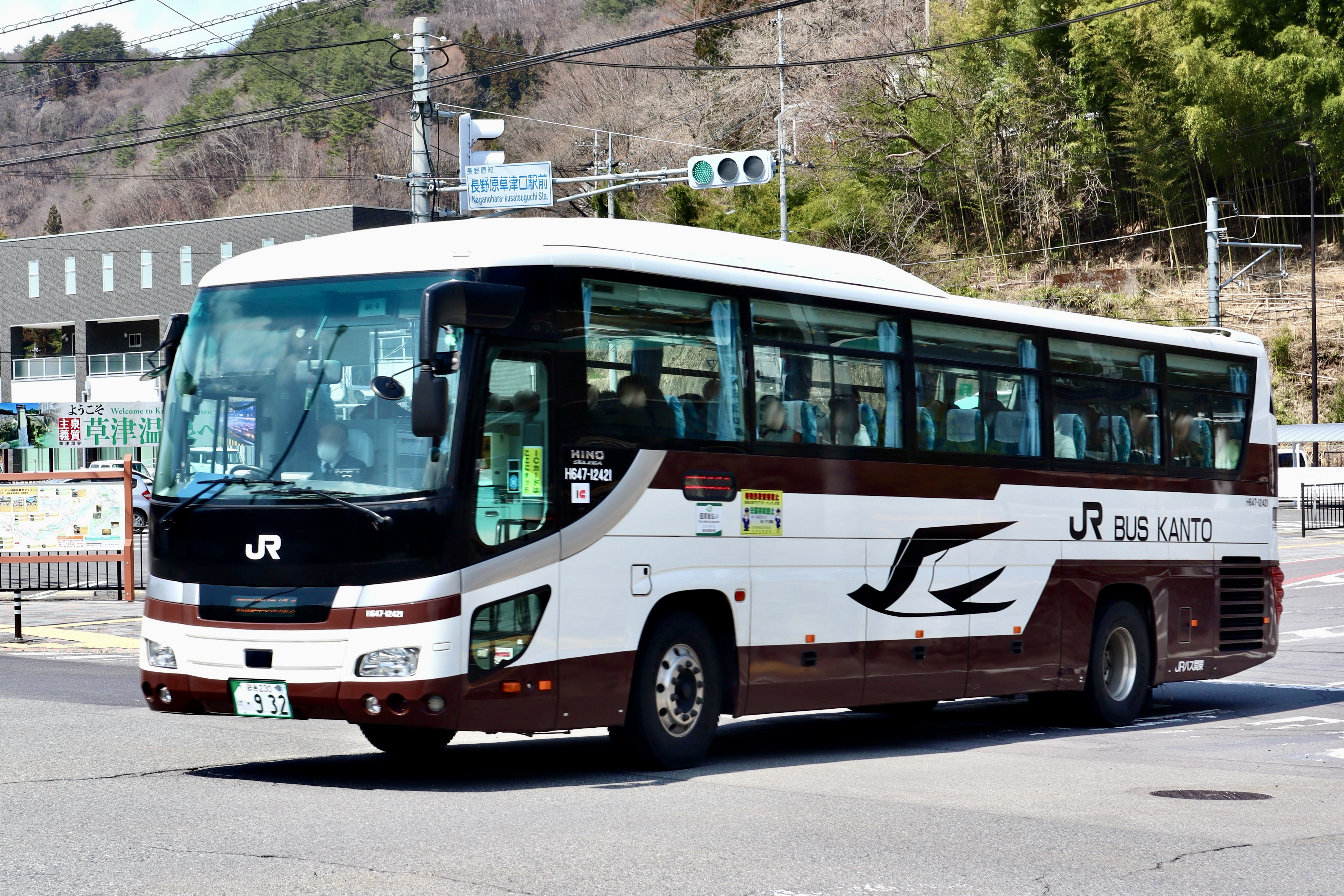
秩父鉄道観光バスから譲渡されたスパ・ブラウンカラーのH647-12421号車

2024年11月23日、温泉の多い地域を走ること、景観に溶け込むことを意図し、通常デザインの青色部をブラウンに変えた車両1両を投入、乗客や沿線住民へ親しまれるよう「スパ・ブラウン」と愛称を付けている。この車両は一部報道では、高速バスでアライアンス提携している秩父鉄道観光バスからの譲渡車であるとしている。

#### JRバス東北からの借り入れ
2018年12月22日から2019年3月末まで、ジェイアールバス東北が所有（青森支店所属）するE5系「はやぶさカラーバス」2台を借り受け、志賀草津高原線の草津温泉直行臨時便で使用した。同車の借受は2019年度にも行われた。ナンバーは群馬ナンバーに変更、希望ナンバーの8823・932や1126で登録された。また、2019年度も年末年始のみ運行された。

### 貸切車

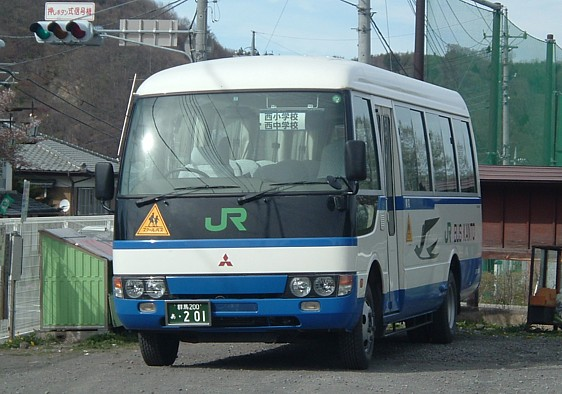
行政からの受託運行によるスクールバス M134-04007

貸切登録のハイデッカー車3台とマイクロバス2台がスクールバス用で配置されている。貸切登録のハイデッカー車は高速バスの続行便にも使用される。

### 受託車（草津町所有車）
草津町所有の三菱ふそう・ローザがボンネットバス改造の2台を含む3台が草津町巡回バス用で配置されている。

### 過去の車両

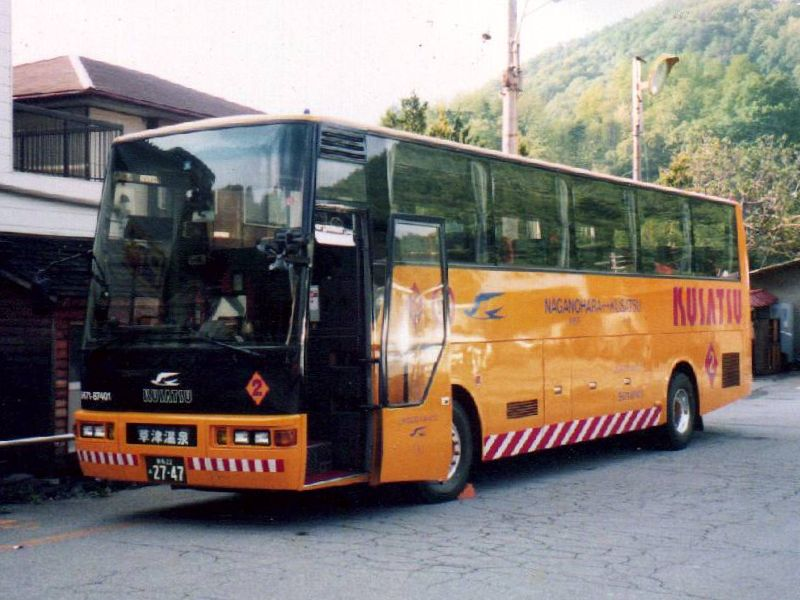
夜行高速バスの車両を転用した「イエローバス」S671-87401

新車で導入した路線車もハイデッカー H644-00434

- 国鉄バス時代は、十和田方式により、1シーズン後に配置するという「広域流用」が行われていた。長野原営業所管内の路線も観光路線であることから、当営業所に配置されてから他の営業所へ転出するケースがみられた。
- 車両仕様としてはトップドアで高出力の車が多く在籍し（いすゞ車、日野車が多く配備されていた）、ハイバックシート・リクライニングシートを装備した車両も多かった。一般路線用の車輌では山岳路線や勾配が多い管内の地形において力不足だったことによる。
- 中でも特筆されるのは、ハイウェイバスでは無い国鉄仕様が多数在籍したことである（国鉄バス時代は珍しい事ではなかったが）。高出力の観光・長距離路線用のシャーシに路線用ボデーを搭載した板バネ・ローギア仕様（高出力車だが、スピードメーターが90km/hまでしか振られていない完全な山登り仕様）の車両であった。これらの車両は、一部が他の営業所支店に転属した以外、当営業所で最後まで使われた車両が多かった。
- 前中扉の車両も在籍したことがあったが、長野原管内では中扉は締切扱いで「前乗り・前降り」方式だった（中扉のステップ部分は鉄板で覆われ、車内はステップ部分に入れないろようにロープが張られていた）。末期の渋川営業所（旧：渋川支所）には中型の前中扉車が常駐し、最後まで使用されたが、ほとんどの前中扉車は、あまり長い期間は使用されずに転出していた（高出力型の前中扉車が配備され、例外的に長野原を離れることなく使用された例もある）。長野原支店では国鉄時代から現在に至るまで「2扉車は短命」という傾向がある。
- JRバスになってからは常磐道・東関道方面の高速バスから転用されることが多くなった。それらの車両の中で特筆すべきものは、夜行高速バスの車両を転用し、1994年に登場した「イエローバス」である。この車両については志賀草津高原線#イエローバスを参照のこと。
- かつて、貸切車は日野・セレガGD / GJ、三菱ふそう・エアロクイーンといったスーパーハイデッカー車、日野・セレガFC (9mの中型車) が配置されていた。
- 中型貸切車は晩年に一般路線車に改造され、自治体からの受託によるスクールバス運用や、廃止された鹿沢線や花敷線の末期にも使用されていたが、2009年5月をもって廃車・転出により配置が無くなった。
- 以前に路線に転用された車輌でWC付の車両については、経年車はWC閉鎖、車齢の若い車はWCをリサイクル利用することから撤去して座席を増設してあった。
- Gシート付き車両は2004年 - 2005年度導入車両は東京支店からの転入車、2007年度導入車両が新製配置だった。なお、2013年3月4日をもってGシートはすべて一般座席へ改装され廃止された。その後は全車他支店（東京支店、土浦支店、中央道支店）に転属した。
- 2000年に一般路線車として新車で導入された車両は、エアロバススタンダードデッカ (KL-MS85KS) であった。
- スパライナー草津号（草津温泉 - 名古屋駅）はボルボ・アステローペやいすゞ・ガーラSHDなどを主に使用した。
- ジェイアールバス関東では唯一の存在だった日産ディーゼル（KL-RA552RBN）＋西日本車体工業（S型ボディ）のH658-01415号車が2002年3月に当支店に新製配置された。当支店が担当する高速バス各線で使用された後、2005年3月に中央道統括支店に転属した。その後、数年ごとに転属を繰り返し、土浦、水戸、東京、館山の各支店で高速バスを中心に活躍した。2017年5月に再び、当支店に配置され、2021年8月に廃車になるまで一般路線と貸切で活躍した。同社公式Twitterにて10月5日にナンバーを返納したが車両は長野原支店で保存していくと報告された。今後も撮影会などを企画していくとのこと。

## 特記事項

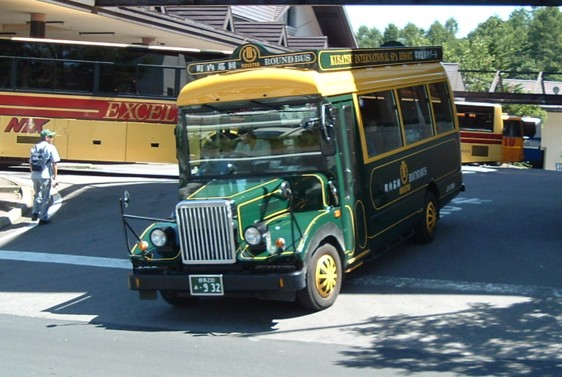
「草津町巡回バス」は町の福祉バス扱いだが、一般乗車も可能。M134-03001

- 長野原支店では、自治体に委託されてのスクールバスや福祉目的のバスを運行させている。支店の路線がある長野原町、六合村（2010年4月で中之条町に吸収合併）、隣接する嬬恋村では、それぞれの自治体の小学校・中学校のスクールバス、群馬県立嬬恋高等学校の関連では、草津温泉駅 - 上州三原間をスクールバスとして運行している（一般旅客の乗車はできない）。また、観光目的と思われがちだが、草津温泉巡回バスについては、元々草津町内の福祉バスという位置付けである。
- JR東日本高崎支社が発売する「ぐんまワンデー世界遺産パス」が2019年度より志賀草津高原線の長野原草津口駅 - 草津温泉バスターミナル間が乗車できるようになった。
- 2021年冬季より、毎年冬季に草津温泉に向かう一般車両の雪道の安全対策のため、長野原町、草津温泉旅館協同組合、長野原警察署の後援により、長野原草津口駅 - 草津温泉バスターミナル間のパーク＆ライド割引を実施している。

## 関連事業
- 長野原草津口駅のバスターミナル内で、食堂・売店などの営業を行なっている。